# Hickman Natural Bridge

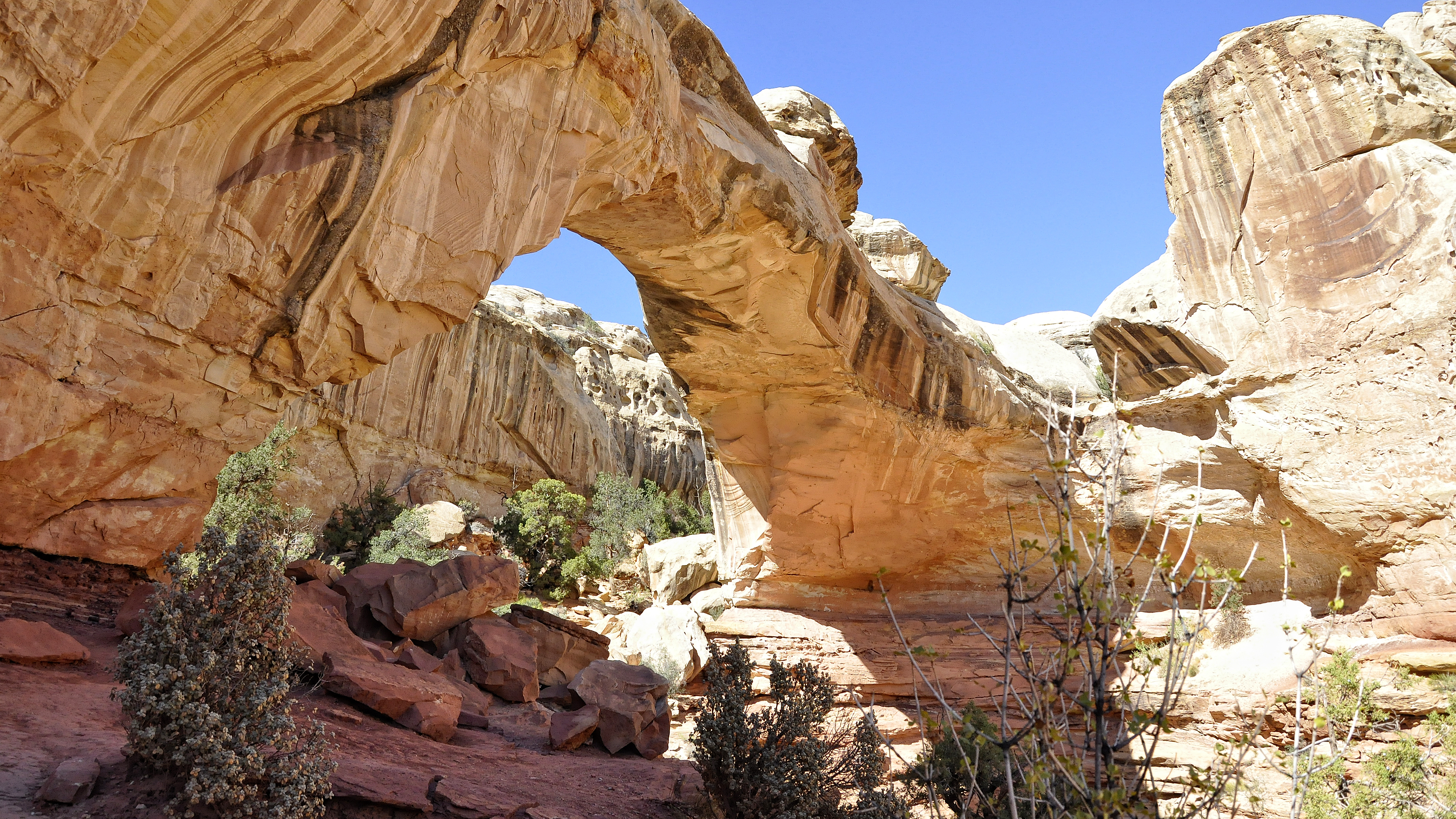
Hickman Natural Bridge

Hickman Natural Bridge (Nederlands: Brug van Hickman) is een natuurlijke brug in het Capitol Reef National Park, in de staat Utah van de Verenigde Staten. Hickman Natural Bridge is 40 m lang en 37 m hoog. De brug is genoemd naar Joseph Hickman (1887-1925), schoolhoofd in Bicknell en wetgever van de staat Utah. Hij ijverde voor bescherming van de streek wat later resulteerde in de creatie van Capitol Reef.
De brug is gevormd via laterale erosie door een meanderende rivier en bestaat uit gesteente van de Kayentaformatie. De lager gelegen sedimenten zijn zachter en roder van kleur en werden weggespoeld tijdens nattere tijden. Dat leidde tot een doorbraak in het gesteente en de vorming van de brug.
Langs het 3,2 km lange pad dat vanaf de parking bij de Utah State Route 24 naar de brug leidt zijn restanten te zien, gemaakt door bewoners uit de periode tussen 300 en 1300. In het landschap is de witte Navajozandsteen prominent aanwezig. In het noorden van het park vormde de zandsteen duinen, 180 miljoen jaar oud.

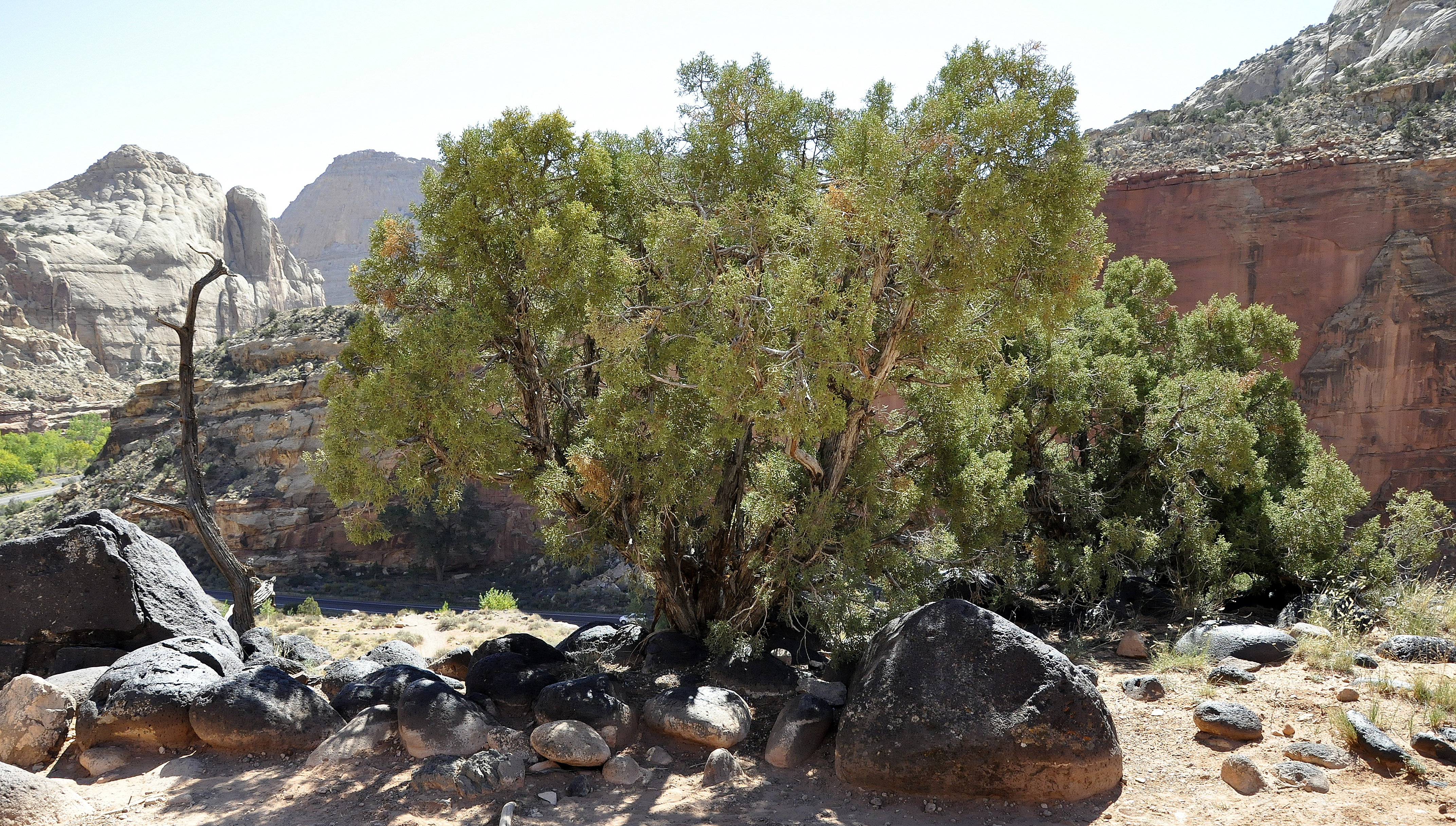
Een Utah Juniper (Juniperus osteosperma) en andesiet langs het pad
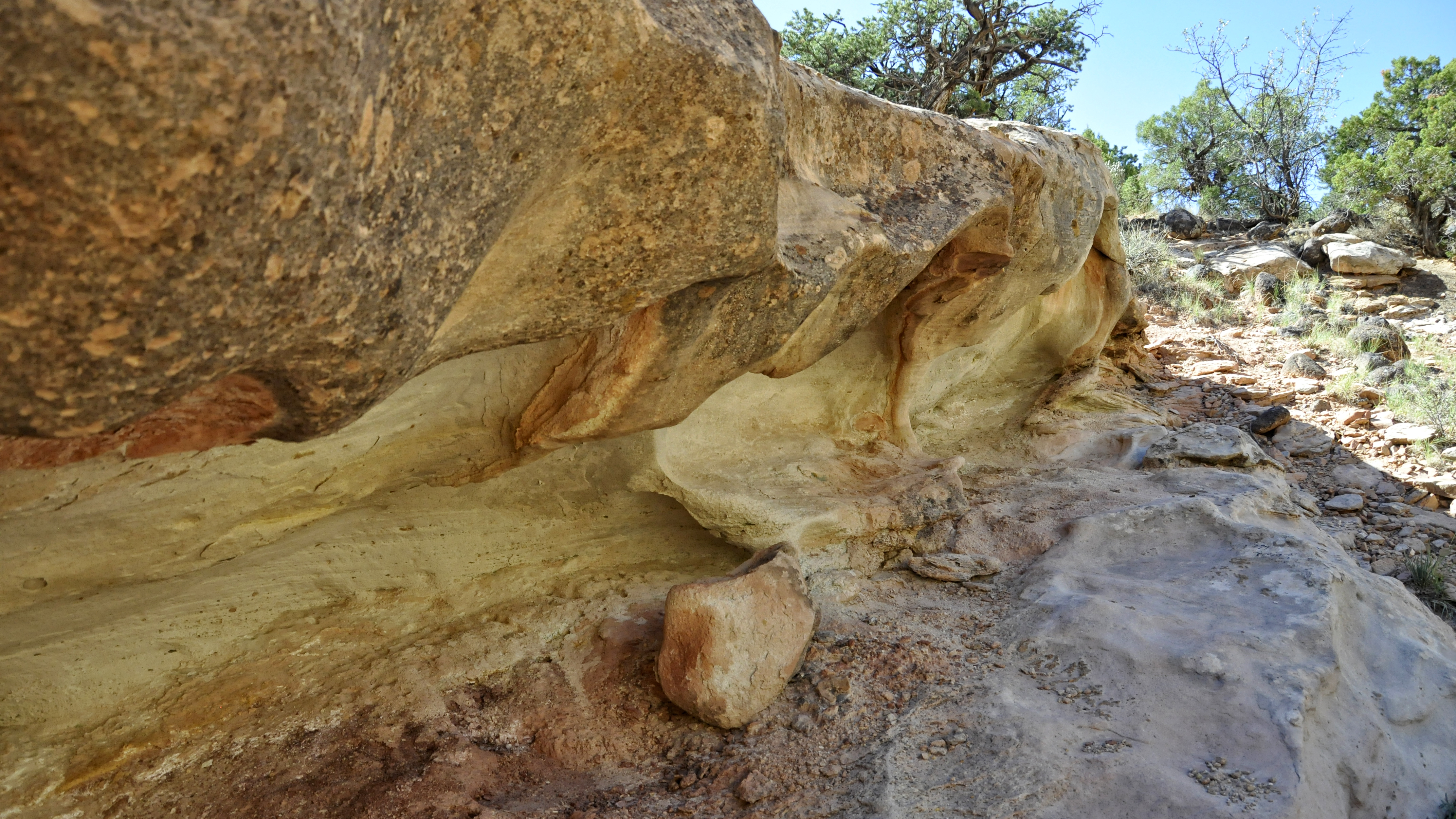
Watererosie langs het pad